# Alexander Schwartz
Alexandru "Elek" Schwartz (23 d'octubre de 1908 - 2 d'octubre de 2000) va ser un futbolista professional romanès i entrenador de la selecció nacional dels Països Baixos.  Amb l'SL Benfica va guanyar els trofeus del la lliga i la copa nacionals del 1965 i va portar el club a la final de la Copa d'Europa.

## Carrera com a jugador

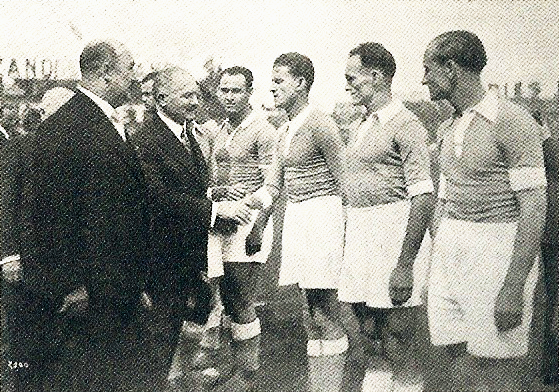
Schwartz va ser finalista de la Copa de França amb el RC Estrasburg el 1937.

Elek Schwartz va començar a tocar inicialment a prop de la seva ciutat natal Recaş, a Timişoara. Més tard va jugar a futbol professional a la Ligue 1 francesa amb el FC Hyères (1932–1934), l'AS Cannes (1934–36), el Racing Strasbourg (1936–38) i el Red Star Olympique (1938–39).

## Carrera d'entrenador

### Els inicis com a entrenador a la Costa Blava
Va començar la seva carrera d'entrenador a França amb l'AS Cannes (1948–49) i des d'allà va continuar a l'AS Monaco (1950–1952) i al Le Havre AC (1952–53).

### Primers anys a l'Alemanya Occidental
El 1953 va ser contractat pel SF Hamborn 07. En la seva segona temporada amb el club del suburbi de Duisburg, va liderar el club fins a l'ascens a la divisió oest de la primera divisió alemanya, l'Oberliga West.
El 1955, va ser nomenat entrenador pel Rot-Weiss Essen, aleshores campió d'Alemanya, que entrenava, entre d'altres, Helmut Rahn. En els següents dos anys va liderar l'equip fins a les posicions 4 i 8 de l'Oberliga Oest.

### Entrenador de la selecció nacional dels Països Baixos

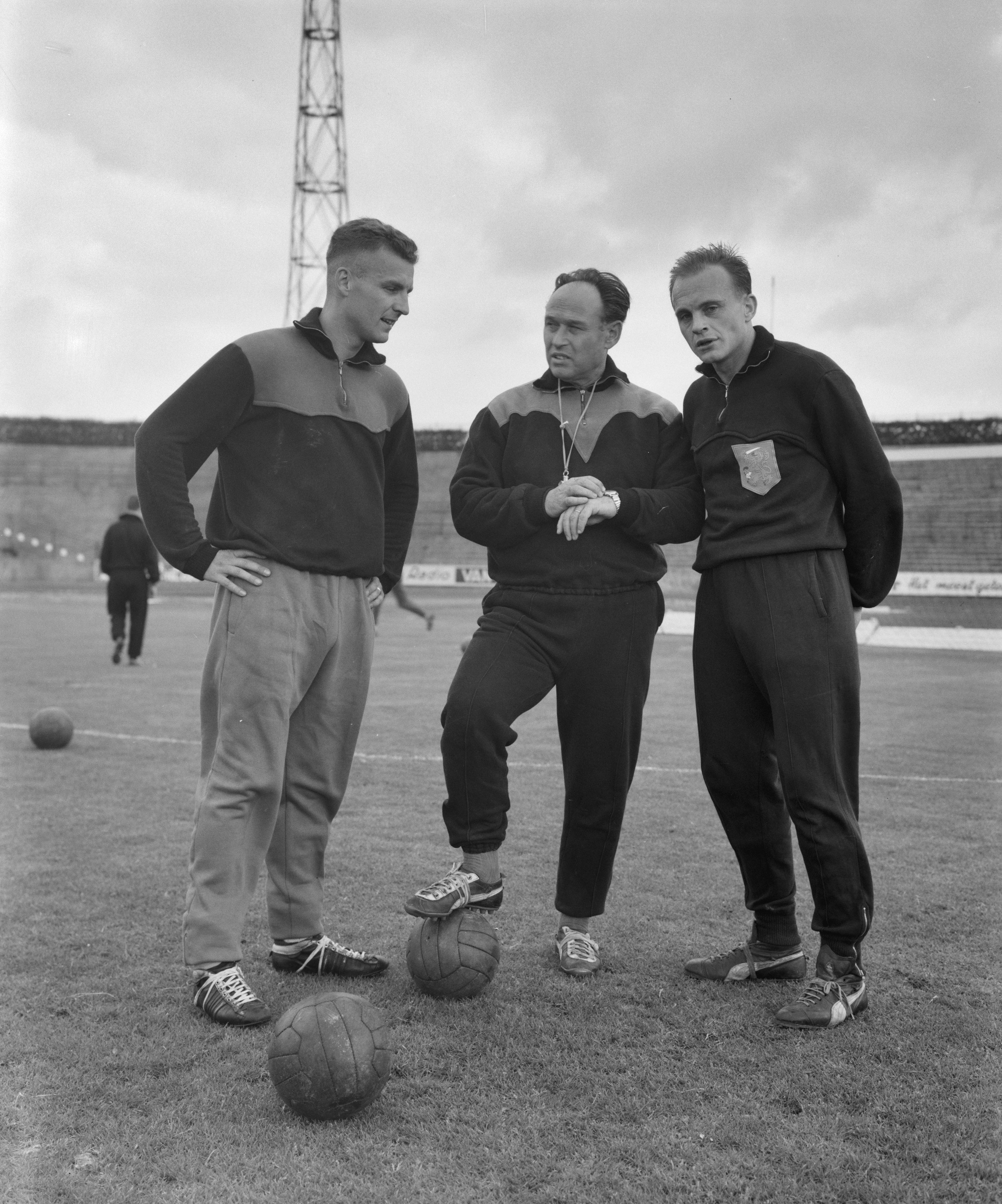
Schwartz (al mig) com a entrenador dels Països Baixos el 1961

Després de deixar el Rot-Weiss Essen, Schwartz es va unir a l'associació de futbol dels Països Baixos, la KNVB, i va assumir les regnes de la selecció de futbol dels Països Baixos. Va guiar l'equip durant 49 partits.
Tanmateix, això va ser en una època en què el futbol neerlandès encara no havia aconseguit la posició que ha tingut des dels anys 70. Els resultats van ser extremadament variats i van incloure una derrota per 7-0 contra Alemanya el 1959 a Colònia, així com victòries consecutives per 1-0 contra França i el campió del món Brasil el 1963. Va ocupar el càrrec d'entrenador nacional fins al 1964, quan Denis Neville el va substituir.

### Final de la Copa d'Europa amb el Benfica
El 1964–65, va entrenar el club portuguès SL Benfica, que aleshores jugava amb Eusébio. Allà els va conduir al seu primer títol de lliga per tercera vegada consecutiva.
Després d'això, el Benfica va superar el Reial Madrid als quarts de final de la Copa d'Europa i finalment va arribar a la final, on el Benfica va haver de cedir als mestres del Catenaccio, l'equip entrenat per Helenio Herrera, l'Inter de Milà, que va guanyar per 1-0, fracassant així en obtenir el que hagués estat el tercer títol de la Copa d'Europa per al Benfica.

### Bundesliga amb l'Eintracht Frankfurt i el FC Porto
Del juliol de 1965 al juny de 1968, Schwartz va entrenar –com a successor d'Ivica Horvat– l'Eintracht Frankfurt de la Bundesliga alemanya. Allà va introduir el sistema 4–2–4. No obstant això, la quarta posició va ser la millor de la lliga. Durant la temporada 1966–67 va guanyar la Copa Internacional de Futbol i la Coppa delle Alpi. El mateix any va portar el seu equip a les semifinals de la Copa de Fires Interciutats.
La temporada 1969-70 va entrenar el FC Porto. No només això, els Dragons ja van ser eliminats a la primera ronda de la competició nacional de copa i a la segona ronda de la Copa de Fires Interciutats, sinó que al final el Porto només va quedar novè a la lliga, el pitjor resultat de la història del club.

### Final de la carrera a Munic i Estrasburg
A la temporada 1972–73, Schwartz va entrenar el TSV 1860 Munic, però no va poder ajudar-los a complir les seves aspiracions de tornar a la Bundesliga després de tres anys d'absència.
Va tenir més sort la temporada 1976–77, quan durant el seu últim compromís professional va liderar el Racing d'Estrasburg a l'ascens a la Ligue 1 francesa.
Després d'això va guiar l'equip amateur alsacià SR Haguenau, avui dia FCSR Haguenau, durant la temporada 1978–79.
Haguenau, va decidir, també era un bon lloc per passar la resta de la seva vida.

### Homenatge
El 1996, va ser convidat per la Reial Associació Neerlandesa de Futbol a la inauguració de l'Amsterdam Arena.